# Стайцельская волость
Стайцельская волость (латыш. Staiceles pagasts) — одна из девятнадцати территориальных единиц Лимбажского края Латвии. Находится на севере края. Граничит с городом Стайцеле и Алойской, Салацгривской и Айнажской волостями своего края, Раматской и Сканькалнской волостями Валмиерского края, а также с двумя эстонскими волостями уезда Пярнумаа — Хяэдемеэсте и Саарде.
Крупнейшими населёнными пунктами волости являются сёла: Вики, Розени, Кароги, Марциеми, Пуршени.
По территории волости, минуя сёла Марциеми и Розени, проходит региональная автодорога P15 (Айнажи — Матиши).
По территории волости протекают реки: Салаца, Пужупе, Ганьгупите, Глажупе, Ёгла. Местность сильно заболочена, наиболее крупные болота: Пайнитес, Сокас, Пиртсмежа, Огу, Планчу, Дзирну. Недалеко от границы с Эстонией находится озеро Сокас.

## История
В 1935 году площадь Розенской волости Валмиерского уезда составляла 237,7 км², при населении 3297 жителей. В 1945 году в Розенской волости были созданы Розенский, Стайцельский и Викский сельские советы.
В 1949 году волостное деление было упразднено. В 1950 году Стайцеле получил статус рабочего посёлка (включая Стайцельский сельсовет) и входил в состав Лимбажского района. В 1954 году была добавлена часть территории Розенского сельсовета. В 1958 году после присоединения ликвидированных Розенского и Викского сельсоветов, на их базе была создана Стайцельская сельская территория.
В 1977 году к Стайцеле была добавлена часть Алойской сельской территории, при этом часть Стайцельской сельской территории была переподчинена Раматскому сельсовету. В 1992 году посёлок городского типа Стайцеле получил статус города.
В 2009 году, по окончании латвийской административно-территориальной реформы город Стайцеле со своей сельской территорией были включены в состав Алойского края. В 2010 году Стайцельская сельская территория была реорганизована в Стайцельскую волость.
В 2021 году в результате новой административно-территориальной реформы Алойский край был упразднён, Стайцельская волость была включена в Лимбажский край.